# Latin-Amerika Társaság
A Latin-Amerika Társaság elsősorban Latin-Amerika baloldali mozgalmainak és kormányainak eredményeivel, problémáival és politikai küzdelmeivel foglalkozó magyar marxista szervezet. 2010 szeptemberében a Magyar-Venezuelai Szolidaritási Társaság és a Magyar-Kubai Szolidaritási Társaság egyesüléséből jött létre.

## A Társaság tevékenysége
A Latin-Amerika Társaság 2010 szeptembere óta havi-kéthavi rendszerességgel közölte a Latin-Amerika folyóiratot online formában. A Társaság a folyóirat szerkesztését 2012-ben határozatlan időre felfüggesztette. A Társaság nonprofit alapon CD-k, DVD-k kiadásával is foglalkozik. Az elődszervezetekhez hasonlóan konferenciákat, filmvetítéseket és pódiumbeszélgetéseket is szervez, és minden évben megemlékezik a kubai forradalom évfordulójáról. Tevékenysége során közép- és dél-amerikai témák mellett marxista világnézeti alapon a fejlődő világ, Európa és Magyarország egyes gazdasági és társadalmi kérdéseivel is foglalkozik. A szervezet egyértelmű politikai elkötelezettsége mellett kritikus hangvételre törekszik, különböző megközelítéseknek, s általában véve minden marxista irányzatnak teret ad.
A Társaság szoros kapcsolatokat ápol az Ezredvég és Eszmélet folyóiratokkal, illetve a Marx Károly Társasággal.

## Külső hivatkozások
- A Latin-Amerika Társaság honlapja
- A Társaság Facebook-oldala